# Racław rugijski
Racław rugijski (ur. przed 1105 r.; zm. 1141 r.) – król lub książę Rugii.
Znane są imiona przodków Racława. Jego ojcem był Warcisław, dziadkiem Krut (lub Crito), a pradziadkiem Gryn (lub Grimmus). Racław walczył bez powodzenia z księciem obodryckim Henrykiem. Jego żoną zapewne była nieznana z imienia córka księcia Warcisława I. Z tego małżeństwa pochodziło trzech synów:
- Tesław
- Stoisław I znany także jako Stoislaw z Putbus (lub z Vilmitz). Miał syna Borantę I (wzmiankowany 1187 r.).
- Jaromir I

## Literatura
- Edward Rymar: Rodowód książąt pomorskich, t. 1, Szczecin 1995, s. 124-125.